# ۱۱ صفر
۱۱ صفر، یازدهمین روز از ماه صفر در تقویم هجری قمری است.
در تقویم هجری قمری قراردادی این روزچهل و یکمین روز سال است.